# Старые Буты
Старые Буты — деревня Краснослободского района Республики Мордовия в составе Старосиндровского сельского поселения. 

## География
Находится на расстоянии примерно 18 километров по прямой на восток-юго-восток от районного центра города Краснослободск.

## История
Известна с 1914 года, когда она была учтена как деревня Краснослободского уезда из 23 дворов.

## Население
Постоянное население составляло 13 человек (русские 100%) в 2002 году, 7 в 2010 году .